# Nova-2
Nova-2 es una serie de historieta publicada por Luis García Mozos en 1981 y 1982. 

## Trayectoria editorial
Su publicación se inició en los números 34 a 38 de la revista Totem, y fue continuada en los números 1 a 5, 9, 10, 13 y 18 de Rambla, dirigida por el propio autor. 
Posteriormente, ha sido recopilada como un único álbum por García y Beá en 1985 y, con el añadido de algunas páginas más, en el 2004 por Glénat, en su colección Delicatessen.

## Argumento
Luis García, con la ayuda inicial de Felipe Hernández Cava, comenzó Nova-2 como un relato de aventuras en el que tres personajes parten en busca de un meteorito caído en el desierto del Sahara. Tras el asesinato de John Lennon,  ocurrido el 8 de diciembre de 1980, optó por darle  a la obra un giro instrospectivo, y presentó la figura de Víctor Ramos, un dibujante de historietas solitario y desesperado.